# Мосієнко Валерій
Валерій Мосієнко (25 липня 1952, Горький, СРСР) — радянський хокеїст, захисник.

## Спортивна кар'єра
Вихованець горківського «Торпедо». Переможець чемпіонату Європи серед юніорів 1971 року. Виступав за команди «Торпедо» (Горький), СКА МВО (Калінін), «Сокіл» (Київ) і «Мишинобудівник» (Київ). У вищій лізі чемпіонату СРСР провів 19 ігор 48.

## Статистика
Статистика клубних виступів:
| Сезон                | Клуб                    | Ліга                 | І   | Г  | П  | О  | ШХ  |
| -------------------- | ----------------------- | -------------------- | --- | -- | -- | -- | --- |
| 1970-71              | «Торпедо» (Горький)     | Д-1                  | 3   | 1  | 0  | 1  |     |
| 1971-72              | «Торпедо» (Горький)     | Д-1                  | 4   | 0  | 0  | 0  | 0   |
| 1972-73              | СКА МВО (Калінін)       | Д-2                  | 47  | 12 | 2  | 14 | 26  |
| 1973-74              | СКА МВО (Калінін)       | Д-2                  | 48  | 8  | 2  | 10 | 20  |
| 1974-75              | «Сокіл» (Київ)          | Д-2                  | 52  | 4  | 5  | 9  | 38  |
| 1975-76              | «Сокіл» (Київ)          | Д-2                  | 40  | 2  | 2  | 4  | 23  |
| 1976-77              | «Сокіл» (Київ)          | Д-2                  | 48  | 1  | 5  | 6  | 12  |
| 1977-78              | «Сокіл» (Київ)          | Д-2                  | 51  | 12 | 6  | 18 | 12  |
| 1978-79              | «Сокіл» (Київ)          | Д-1                  | 12  | 0  | 0  | 0  | 0   |
| 1979-80              | «Мишинобудівник» (Київ) | Д-3                  |     | 9  |    |    |     |
| 1980-81              | «Мишинобудівник» (Київ) | Д-3                  |     | 13 |    |    |     |
| 1981-82              | «Мишинобудівник» (Київ) | Д-3                  | 40  | 5  | 5  | 10 | 28  |
| 1982-83              | «Мишинобудівник» (Київ) | Д-3                  |     | 3  |    |    |     |
| Всього у вищій лізі  | Всього у вищій лізі     | Всього у вищій лізі  | 19  | 1  | 0  | 1  | 0   |
| Всього в першій лізі | Всього в першій лізі    | Всього в першій лізі | 286 | 39 | 22 | 61 | 131 |

У складі збірної СРСР:
| Рік  | Команда       | Турнір | Місце | І | Г | П | О | ШХ |
| ---- | ------------- | ------ | ----- | - | - | - | - | -- |
| 1971 | СРСР (юніори) | ЮЧЄ    |       | 5 | 0 |   |   |    |